# 等须浮蚕
等须浮蚕（学名：Tomopteris duccii）为浮蚕科浮蚕属的动物。分布于红海、大西洋、印度洋、太平洋，包括东海、南海等海域。